# Витторио Венето (линкор)
«Витторио Венето» (итал. Vittorio Veneto) — итальянский линкор типа «Литторио» времён Второй мировой войны. Назван в честь победы итальянских войск над австрийцами в годы Первой мировой войны.

## История

### Строительство и первые походы
Корабль был заложен на верфи «Кантьери Риунити дель Адриатике» в Триесте 28 октября 1934 в одиннадцатую годовщину «марша на Рим» итальянских фашистов во главе с Муссолини. Был спущен на воду 25 июля 1937, достроен был 28 апреля 1940. В строй вступил 1 мая 1940, до 2 августа проходил курс боевой подготовки. Во время ходовых испытаний на полную мощность показал лучшую (на тот момент - май 1940 года) в мире скорость для линейного корабля 32,5 узла. Первый боевой выход состоялся 31 августа 1940, когда крупнейшая группировка итальянских линейных сил (помимо «Витторио Венето», там были «Литторио», «Джулио Чезаре», «Конте ди Кавур» и «Кайо Дуилио», а также 10 крейсеров и 34 эсминца) направилась на открытое столкновение со средиземноморским флотом Англии, базировавшимся в Александрии. Английская авиация успела обнаружить итальянское соединение, и британцы отступили назад (этому благоприятствовала штормовая погода). Итальянцы вернулись на базу, но 6 сентября во второй раз отправились на бой с англичанами, на этот раз к Гибралтару. Впрочем, и эта битва не состоялась.

### Нападение в Таранто
До ноября все линкоры стояли в Таранто, представляя собой угрозу для британцев: эти пять кораблей сопровождались девятью крейсерами, многочисленными кораблями разных классов, а сам порт прикрывали 90-мм зенитные орудия в количестве 21, несколько десятков автоматических орудий калибров 37 и 20 мм, 27 привязных аэростатов заграждения и многочисленные прожекторы. Однако у итальянцев не было радиолокационных станций, а противоторпедное сетевое заграждение вокруг кораблей было недостаточным. И 11 ноября ночью английский авианосец «Илластриес» подошёл к Таранто на 170 миль, оставаясь незасечённым. В 20:35 группа из 21 палубного торпедоносца «Свордфиш» атаковала итальянский флот, ещё одна такая группа нанесла удар по флоту через час. По «Витторио Венето» были выпущены две 450-мм авиаторпеды, которые не попали в крупнейший итальянский корабль, однако три других судна — «Литторио», «Конте ди Кавур» и «Кайо Дуилио» — были торпедированы и надолго вышли из строя («Конте ди Кавур» не смог вернуться вообще). Эта атака изменила соотношение сил в Средиземноморье в пользу англичан.

### Бой у мыса Спартивенто
«Витторио Венето» перешёл в Неаполь, где опасность налёта была ниже. 27 ноября этот корабль вместе с «Джулио Чезаре», шестью крейсерами и четырнадцатью эсминцами под командованием адмирала Кампиони покинул Неаполь для перехвата британского конвоя, шедшего по маршруту Гибралтар—Мальта. В состав сил прикрытия входили линейный крейсер «Ринаун», авианосец «Арк Ройял», два крейсера и десять эсминцев, а на подмогу им шли из Александрии линкор «Рэмилиес», три крейсера и пять эсминцев. Благодаря воздушной разведке Кампиони получил сведения об этой группе, поэтому прервал контакт, дабы не подвергать свои суда риску. Бой ограничился четырьмя залпами «Витторио Венето» по крейсерам британцев с большой дистанции, и крейсер «Бервик» получил серьёзное попадание. Этот бой вошёл в историю как бой у мыса Теулада (Спартивенто).

### Стоянка с января по март
8 января 1941 вечером британцы организовали авианалёт на Неаполь и повредили «Джулио Чезаре», который был вынужден на следующий день уйти на ремонт в Специю. До марта итальянцы располагали только одним боеготовным линкором, которым и являлся «Витторио Венето». Его предполагалось использовать совместно со многочисленными крейсерскими силами против английских конвоев в Грецию, и для этого была запланирована операция на 24 марта: поддержку готовы были оказать немецкие лётчики из 10-го авиационного корпуса и итальянские лётчики королевских ВВС. Операция задержалась на два дня по просьбе немцев, стремившихся наладить более чёткое взаимодействие с итальянцами в ходе выполнения самой операции.

### Сражение у мыса Матапан
Немецкая воздушная разведка серьёзно просчиталась: по их данным, у англичан в восточном Средиземноморье был якобы в полной готовности только линкор «Вэлиент». Вечером 26 марта «Витторио Венето» под командованием адмирала Анжело Иакино покинул Неаполь в сопровождении крейсеров «Зара», «Пола», «Фиуме», «Больцано», «Тренто» и «Триесте», лёгких крейсеров «Абруцци» и «Гарибальди», а также 13 эсминцев. Они собирались атаковать английские конвои, следовавшие из Александрии в порты Греции, но в 12:20 следующего дня патрульная летающая лодка «Сандерленд» обнаружила итальянские корабли и сорвала их внезапную атаку. Утром 28 марта три итальянских крейсера столкнулись с внешним боевым прикрытием английской эскадры, состоявшей из линкоров «Вэлиент», «Бархэм», «Уорспайт», авианосца «Формидебл» и девяти эсминцев.
Британские крейсеры «Глостер», «Аякс», «Орион» и «Перт» вместе с четырьмя эсминцами прикрывали поисковый конвой, следовавший в Грецию, и находились в 30 милях к югу от острова Гуадо, когда обнаружили присутствие итальянских крейсеров на своём пути. Англичане пустились в преследование итальянцев, которые и навели их на свои главные силы. В 10:58 «Витторио Венето» вступил в бой, открыв огонь из 381-мм орудий по «Ориону» с дистанции 23 километра. Огромные всплески высотой до 70 метров окружили крейсер, на палубу посыпались осколки снарядов, но прямых попаданий не было. Англичане поставили плотную дымовую завесу и под её прикрытием вышли из боя, однако «Глостер», который безрезультатно обстреливался линкором «Витторио Венето», остался для слежения. В 11:27 шесть палубных торпедоносцев «Альбакор» атаковали линкор и вынудили его прекратить вести огонь по «Глостеру», однако торпедировать его не удалось. На помощь итальянцам поспешили два истребителя-бомбардировщика Junkers Ju 88, однако палубные истребители англичан «Фульмар» сбили один самолёт и сорвали атаку немцев. В такой обстановке адмирал Иакино приказал отступить к базе. Таким образом итало-немецкая операция провалилась. В 11:30 итальянцы начали отступать, отбиваясь от атак британских торпедоносцев. Начиная с 12:07, «Альбакоры» в течение 5 часов предприняли 11 атак, а в 14:20 и 14:50 бомбардировщики «Бристоль Блэнхэйм», базировавшиеся в Греции, нанесли два бомбовых удара.
В 15:19 три «Альбакора», два «Свордфиша» и два «Фульмара» вышли в атаку на «Витторио Венето». Головной «Альбакор» рухнул в воду примерно в 1000 метров от корабля, однако его 450-мм торпеда попала в итальянский линкор — она угодила в кормовую часть правого борта над правым внешним гребным винтом (примерно шесть метров под ватерлинии). Взрыв 227-кг боевого зарядного отделения торпеды привёл к огромным разрушениям: пробоина размерами 9 на 3, интенсивно затапливаемый коридор правого внешнего гребного вала, деформированный и заклиненный вал (наравне с вспомогательным рулём правого борта), течи в продольных и поперечных переборках в районе четвёртой электростанции. Более того, в такой ситуации, несмотря на боевую тревогу, несколько водонепроницаемых люков и горловин в районе повреждения вообще не были задраены. К 15:30 линкор остановился: к тому моменту 3500 тонн забортной воды проникли в кормовую часть, у корабля был дифферент на корму около трёх метров и крен на правый борт около четырёх с половиной градусов. Сброшенные рядом бомбы с «Блэнхэйма» привели к выходу из строя рулевой машины главного руля и усилению течи в кормовой части.
Аварийные партии предпринимали интенсивные меры по локализации распространения воды, герметизации и осушению помещений, но эти возможности сокращались с затоплением кормового отделения водоотливных насосов и недостатком переносных водоотливных средств. Однако к 16 часам удалось остановить распространение воды, ликвидировать крен и уменьшить дифферент. В 16:42 корабль сдвинулся с места за счёт турбин левого борта и набрал ход в 10 узлов, а к 18:20 довёл его до 16 узлов. Адмирал Иакино сообщил командованию о своём положении и запросил воздушное прикрытие, но получил отказ, поскольку, по данным разведки, в 175 милях было британское соединение из линкора и авианосца. Адмирал Эндрю Каннингхэм с тремя линкорами был на расстоянии 50 миль, приближаясь с каждым часом на 7 миль. В 19:00 «Витторио Венето», окружённый крейсерами и эсминцами, увеличил скорость до 19 узлов. Но в это время восемь торпедоносцев с «Формидебла» снова атаковали итальянскую эскадру и торпедировали тяжёлый крейсер «Пола». На помощь повреждённому кораблю Иакино выделил корабли «Зара» и «Фиуме», а сам отступил к базе. Хотя «Витторио Венето» и удалось вернуться, оставшиеся три корабля были легко уничтожены британцами из 381-мм орудий, поскольку у моряков Великобритании были радиолокационные устройства, позволявшие вести огонь в темноте. Этот бой вошёл в историю как битва у мыса Матапан.

### Попытка перехвата конвоя Гибралтар—Мальта
На протяжении всего перехода до Таранто на линкоре продолжалась борьба с поступлением воды, и приходилось снижать скорость из-за попадания воды в систему смазки главных упорных подшипников. Ремонт линкора занял четыре месяца, и лишь в августе он снова был готов к боевым действиям. 23 августа 1941 «Витторио Венето», «Литторио» и четыре крейсера с эсминцами охранения вышли в море на перехват английского соединения, следовавшего из Гибралтара на Мальту. Британский отряд состоял из линкора «Нельсон», авианосца «Арк Ройял» и крейсера в охранении нескольких эсминцев. Вскоре после обнаружения англичанами итальянской эскадры англичане вернулись в базу, а затем и итальянцы последовали их примеру.
24 сентября конвой из девяти транспортных судов снова вышел из Гибралтара на Мальту. Итальянцы допустили ошибку, посчитав, что состав охраняющих кораблей не изменился: на помощь британцам в действительности поспешили ещё и линкоры «Родней» и «Принс оф Уэлс». Англичане пытались втянуть итальянский флот в решительное сражение и разгромить его. 26 сентября всё та же эскадра под флагом адмирала Анжело Иакино в составе «Витторио Венето», «Литторио», пяти крейсеров и четырнадцати эсминцев покинула Неаполь и отправилась на перехват английских кораблей. Следующим вечером, 27 сентября, «Нельсон» получил попадание торпедой с итальянского самолёта и остался с конвоем, а остальные корабли отправились для боя с итальянцами на севере. Однако ни та, ни другая сторона друг друга не обнаружили, хотя и шли одно время параллельными курсами на расстоянии около 70 миль. В 14:00 Иакино велел прекратить выполнение боевой задачи и вернуться на базу.
13 декабря «Витторио Венето», «Литторио» и четыре эсминца осуществляли дальнее прикрытие конвоя из пяти транспортов, следовавшего в Триполи. Возвращаясь в базу, 14 декабря в 8:59 у мыса Арми в Мессинском проливе «Витторио Венето» вступил в бой с подводной лодкой «Урге», и та выпустила веером три торпеды. Одна из них взорвалась по левому борту в районе кормовой 381-мм башни. Сила взрыва 340 кг тротила пробила даже конструктивную подводную защиту: в наружной обшивке образовалась пробоина размерами 13x6 метров, а корабль принял 2 032 тонны забортной воды и получил крен в размере трёх с половиной градусов на правый борт и дифферент на корму около 2,2 метра. Было убито несколько десятков человек, примерно столько же было ранено. Крен удалось уменьшить до одного градуса, а вот полностью устранить дифферент не удалось вплоть до возвращения в базу. Корабль прибыл в Таранто своим ходом, и его ремонт занял примерно четыре месяца. Из его команды на это время были выделены моряки на эсминцы Любляна и др.

### Повторная попытка перехвата конвоя Гибралтар—Мальта
«Витторио Венето» вернулся в строй в июне 1942; в середине этого месяца англичане пытались провести два конвоя на Мальту: в первый входили пять транспортов, охраняемые линкором «Малайя», двумя авианосцами, четырьмя крейсерами и семнадцатью эсминцами, и этот конвой шёл из Гибралтара; во второй конвой входили 11 транспортов под охраной средиземноморской эскадры, и шёл он из Александрии. Оба конвоя должны были подойти к Мальте одновременно. «Витторио Венето» и «Литторио» направились из Таранто 14 июня в 14:30 для перехвата восточного конвоя (дивизия крейсеров из Палермо отправилась к западному конвою).
Перехват восточного конвоя планировался на 9:30, однако он сорвался из-за начавшихся атак англо-американской авиации: она атаковала с 3:40 вплоть до той самой даты 9:30. Немецкая авиация не смогла остановить войска союзников, и в итоге торпеда угодила в тяжёлый крейсер «Тренто», а авиабомба попала в первую 381-мм башню «Литторио». В 15:00 Иакино понял, что его ждёт очередной ночной бой, к которому итальянцы не были готовы, и сначала изменил курс для выхода на перехват следующим утром, а затем и вовсе отменил операцию. При отходе итальянцы снова подверглись торпедной атаке бомбардировщиков «Виккерс Уэллингтон»: в условиях отсутствия воздушного прикрытия «Литторио» был торпедирован, а «Тренто» получил ещё две торпеды от подлодки «Амбра» и затонул. Остальные итальянские корабли благополучно вернулись в свои базы. Они смогли добиться только отмены похода восточного конвоя и прорыва только одного транспорта в Ла-Валлетту.

### Перебазировка
Нехватка топлива привела к тому, что «Витторио Венето» больше не привлекался к операциям. 12 ноября он совместно с «Литторио» перебазировался из Таранто в Неаполь, а затем 6 декабря вместе с линкором «Рома» в Специю. Линкоры уже использовались как плавучие зенитные батареи: орудия калибров 381 и 152 мм были специально переквалифицированы для атак по самолётам, и для этого в их боекомплекты включили фугасные снаряды с дистанционными взрывателями.
5 июня 1943 во время массированного авианалета на Специю американских бомбардировщиков B-17 две 908-кг бронебойные авиабомбы попали в носовую оконечность «Витторио Венето» (первая по левому борту у первой 381-мм башни в районе 159 шпангоута пробила все палубы, цилиндры конструктивной подводной защиты и, не взорвавшись, ушла на дно, а вторая по левому борту возле шпилей, в районе 197 шпангоута прошла через все корабельные конструкции и взорвалась под днищем). Корабль ушел на ремонт в Геную, откуда после завершения всех работ через месяц вновь возвратился в Специю, где оставался вплоть до капитуляции Италии.

### Передача линкора британцам
9 сентября 1943 в 3:00 линкор «Витторио Венето» покинул Специю и в составе эскадры отправился к острову Сардиния, где итальянцы намеревались разместить короля и правительство в надежде проводить независимую от Германии политику сепаратного мира. Впрочем, немцы в тот же день спешно заняли Сардинию, и итальянцы вынуждены были следовать на Мальту для сдачи союзникам. Вместе с эскадрой «Витторио Венето» прибыл в Ла-Валлетту 11 сентября, а через три дня вышел в Александрию, куда прибыл 17 сентября. Месяц спустя линкор бросил якорь в Большом Горьком озере (зона Суэцкого канала), где оставался до 6 февраля 1946 (в тот день он вышел в Италию). 9 февраля линкор прибыл в Августу (Сицилия), а 14 октября возвратился в Специю. 3 января 1948 линкор был выведен из состава флота, а 1 февраля был формально исключён из состава флота. По условиям Парижского мирного договора линкор передавался Великобритании, но та предложила итальянцам разобрать его на металлолом. С 1953 по 1955 годы корабль был разобран в Специи.

## Общая статистика
Этот корабль флота Италии был наиболее активным в ходе Второй мировой войны: за её годы он выполнил 56 боевых заданий, прошёл с боями 17 970 миль за 1056 ходовых часов и израсходовал 20 288 тонн топлива. В ремонтах и доках корабль находился в общей сложности 199 дней.

## Командиры корабля
- Джузеппе Спарцани (30 апреля 1940 — 17 февраля 1942)
- Корсо Пекори Жирарди (18 февраля 1942 — 4 ноября 1943)
- Лучано Сотгью (5 ноября 1943 — 13 января 1944)
- Родольфо дель Миньо (14 января 1944 — 30 мая 1945)
- Франческо Мимбелли (31 мая 1945 — 10 мая 1946)
- Марко Каламаи (11 мая 1946 — 22 июня 1947)
- Эрнесто Нотари (23 июня — 5 сентября 1947)
- Марио Барталези (6 сентября — 30 декабря 1947)
- Бруно Цани (31 декабря 1947 — 2 июня 1948)